# Cementerio Central de Tunja
El Cementerio Central de Tunja es el cementerio más importante de la ciudad de Tunja, en Boyacá, Colombia, y considerado uno de los más antiguos de Colombia. 

## Historia
El cementerio comenzó a construirse en 1828, y en 1930 comenzaron a construirse las bóvedas de cemento y ladrillo. La parte más antigua se creó con el fin de que fuera un espacio verde agradable para los muertos; en la parte más moderna el espacio entre tumbas es mucho más reducido. 
Según algunos estudiosos, las ampliaciones y construcciones nuevas dañaron la paisajística inicial, por lo que sugieren que estas se vayan derruyendo poco a poco hasta dejar al cementerio como estaba originalmente, dado que es considerado un bien patrimonial según el Plan de Ordenamiento Territorial colombiano.